# Clivus Argentarius
Clivus Argentarius (italienska: Clivo Argentario) är en antik gata som förbinder Forum Romanum med Marsfältet i Rom. Ursprungligen hette den Clivus Lautumiarum och löpte från Forum Romanum till Porta Fontinalis, en av Serviusmurens portar, belägen vid Capitoliums norra sluttning.
Clivus anger att det är en gata med stigning och Argentarius kommer av Basilica Argentaria, en portik där penningväxlarna höll till.

## Karta
| Plan över Capitolium under antiken |
| --- |
| Capitolium Arx Forum Romanum Fori Imperiali Velabrum Jupitertemplet Tabularium Juno Monetas tempel Marcellusteatern Forum Holitorium Bellonatemplet Jupiter Feretrius tempel Veiovistemplet Auguraculum Iseum Jupiter Custos tempel Concordiatemplet Jupiter Conservators tempel Altare Tensarum Jupiter Tonans tempel Clivus Capitolinus Centus Gradus Porta Pandana Janustemplet Juno Sospitas tempel Spestemplet Augustustemplet Asylum Inter duos lucos Vicus Iugarius Marsfältet Dei Consentes portik Vespasianus- templet Concordiatemplet Tullianum Clivus Argentarius Venus Erycinas tempel Bona Mens tempel Fidestemplet Opstemplet Scipio Africanus båge Saturnustemplet Basilica Iulia |